# Dąb zębaty
Dąb zębaty (Quercus dentata R.E.Fr.) – gatunek rośliny z rodziny bukowatych (Fagaceae Dumort.). Występuje naturalnie w Japonii, na Półwyspie Koreańskim oraz w Chinach (w prowincjach Anhui, Gansu, Kuejczou, Hebei, Heilongjiang, Henan, Hubei, Hunan, Jiangsu, Jiangxi, Jilin, Liaoning, Shaanxi, Szantung, Shanxi, Syczuan, Junnan i Zhejiang), we wschodniej Mongolii i na Wyspach Kurylskich. Gatunek ten w Chinach i Japonii bywa sadzony przy świątyniach. Zalecany jest do nasadzeń jako drzewo ozdobne w parkach i na innych terenach zieleni miejskiej w strefie klimatu umiarkowanego, w tym także w Polsce, ze względu na efektowne ulistnienie w czasie wegetacji i jesienią, podczas przebarwiania się.

## Morfologia

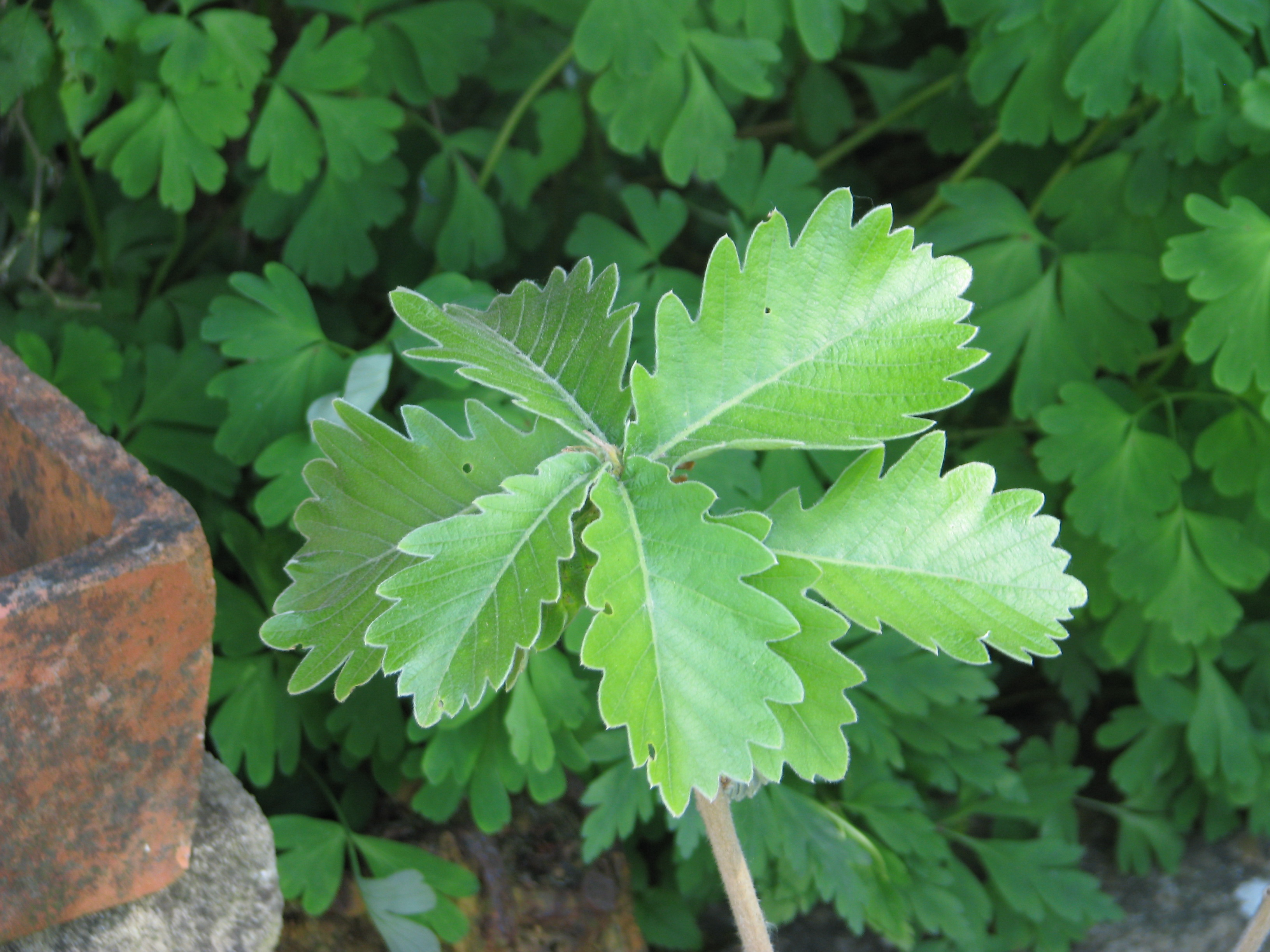
Liście

PokrójZrzucające liście drzewo dorastające do 25 m wysokości. Pędy sztywne, gęsto omszone żółtawoszarymi, gwiazdkowatymi włoskami.
LiścieMają odwrotnie jajowaty kształt. Mierzą 10–30 cm długości oraz 6–30 cm szerokości. Są szarawobrązowo omszone od spodu. Z wierzchu ciemnozielone, początkowo omszone, z czasem łysiejące. Nasada liścia jest zaokrąglona. Blaszka liściowa jest ząbkowana na brzegu, o spiczastym wierzchołku. Ogonek liściowy jest gęsto, brązowo omszony i ma 2–5 mm długości. Blaszka liściowa sztywna, efektownie przebarwia się jesienią.
KwiatyRozdzielnopłciowe. Kwiaty żeńskie rozwijają się w kątach liści w szczytowych partiach młodych pędów.
OwoceOrzechy zwane żołędziami o jajowatym kształcie, dorastają do 15–23 mm długości i 12–15 mm średnicy. Osadzone są pojedynczo w miseczkach w kształcie kubka, które mierzą 12–20 mm długości i 20–50 mm średnicy. Orzechy otulone są miseczkami w 1/2 do 2/3 ich długości.

## Biologia i ekologia
Rośnie w lasach mieszanych na glebach suchych i piaszczystych, w niższych położeniach górskich na wysokościach do 2700 m n.p.m. Kwitnie od kwietnia do maja, natomiast owoce dojrzewają od września do października. 

## Zmienność i mieszańce
W obrębie tego gatunku oprócz podgatunku nominatywnego wyróżniono dwa podgatunki:
- Quercus dentata subsp. stewardii (Rehder) A.Camus
- Quercus dentata subsp. yunnanensis (Franch.) Menitsky – dorasta do 20 m wysokości. Liście mają odwrotnie jajowaty lub eliptyczny kształt. Mierzą 12–25 cm długości oraz 6–20 cm szerokości. Blaszka liściowa jest drobno ząbkowana na brzegu, ma klinową lub zaokrągloną nasadę i krótko spiczasty wierzchołek. Orzechy osadzone są w miseczkach w kształcie kubka, które mierzą 15–18 mm długości i 10–25 mm średnicy. Owoce otulone są miseczkami w 35–65% ich długości[9].

Za prawdopodobne mieszańce tego gatunku uważane są taksony:
- Quercus fangshanensis Liou – prawdopodobnie mieszaniec z Quercus aliena var. pekingensis
- Quercus stewardii Rehder – prawdopodobnie mieszaniec z Quercus aliena var. acutiserrata
- Quercus mongolicodentata Nakai i Quercus hopeiensis Liou – prawdopodobnie mieszańce z Quercus mongolica